# Terre-de-Bas

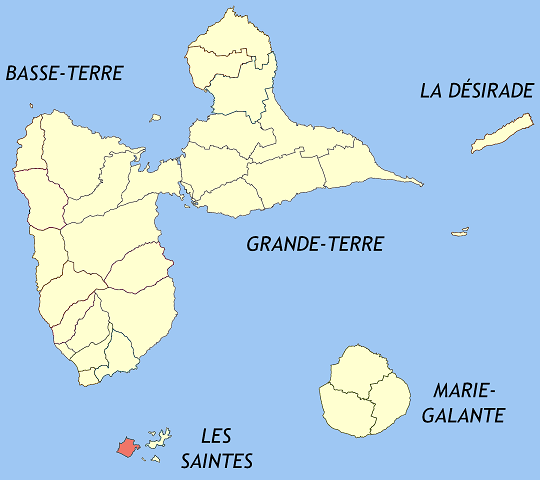
Ubicació de Terre-de-Bas dins de Guadalupe

Terre-de-Bas  és un municipi francès, situat a Guadalupe, una regió i departament d'ultramar de França situat a les Petites Antilles. L'any 2006 tenia 1.030 habitants. És l'illa més petita de l'arxipèlag de Les Saintes.

## Demografia
| 1.267                                      | 1.030 |
| Des de 1962: població sense dobles comptes |       |

## Administració
| Període | Identitat     | Partit |
| ------- | ------------- | ------ |
| 2001-   | Fred Beaujour |        |